# Клем-Галч (Аляска)
Клем-Галч (англ. Clam Gulch) — переписна місцевість (CDP) в США, в окрузі Кенай штату Аляска. Населення — 207 осіб (2020).

## Географія
Клем-Галч розташований за координатами 60°12′19″ пн. ш. 151°24′27″ зх. д. / 60.20528° пн. ш. 151.40750° зх. д. (60.205405, -151.407528).  За даними Бюро перепису населення США в 2010 році переписна місцевість мала площу 34,57 км², з яких 34,55 км² — суходіл та 0,02 км² — водойми.

## Демографія
Згідно з переписом 2010 року, у переписній місцевості мешкало 176 осіб у 91 домогосподарстві у складі 46 родин. Густота населення становила 5 осіб/км².  Було 160 помешкань (5/км²).
Расовий склад населення:
| - 85,2 % — білих - 5,7 % — корінних американців - 0,6 % — вихідців з тихоокеанських островів |

До двох чи більше рас належало 8,0 %. Частка іспаномовних становила 0,6 % від усіх жителів.
За віковим діапазоном населення розподілялося таким чином: 16,5 % — особи молодші 18 років, 69,9 % — особи у віці 18—64 років, 13,6 % — особи у віці 65 років та старші. Медіана віку мешканця становила 51,7 року. На 100 осіб жіночої статі у переписній місцевості припадало 122,8 чоловіків;  на 100 жінок у віці від 18 років та старших — 141,0 чоловіків також старших 18 років.
За межею бідності перебувало 13,2 % осіб, у тому числі 17,9 % дітей у віці до 18 років та 0,0 % осіб у віці 65 років та старших.
Цивільне працевлаштоване населення становило 68 осіб. Основні галузі зайнятості: освіта, охорона здоров'я та соціальна допомога — 50,0 %, сільське господарство, лісництво, риболовля — 20,6 %, транспорт — 13,2 %, науковці, спеціалісти, менеджери — 5,9 %.